# Иван Ожеговић (фудбалер)
Иван Ожеговић (Копривница, 10. април 1928 — Загреб, 22. октобар 2014) био је југословенски и хрватски фудбалер и фудбалски тренер.

## Каријера
Током каријере играо је на позицији одбрамбеног играча, у периоду од 1943. до 1945. године за 1. ХШК Грађански, Поштар Загреб од 1945. до 1946. године, а каријеру завршио у Локомотиви Загреб, где је играо у најуспешнијем прволигашком раздобљу клуба, од 1947. до 1960. године.
Током 1947. године двапут је наступао за репрезентацију Југославије, 12. октобра у Загребу против репрезентације Бугарске и 19. октобра против селекције Пољске у Београду. Наступао је и за „Б” репрезентацију Југославије, жељезничарску селекцију и репрезентацију Загреба.  Наводи се да је био борбен и дисциплинован, узорног понашања, а надмимак му је био Ивић.
Након завршетка каријере радио је као тренер у Кончару, а водио је и младе узрасте загребачке Локомотиве.